# نقدی کندی
نقدی کندی یک روستا در ایران است که در دهستان ارشق شرقی واقع شده‌است. نقدی کندی ۱۴۷ نفر جمعیت دارد.